# Emberiza striolata

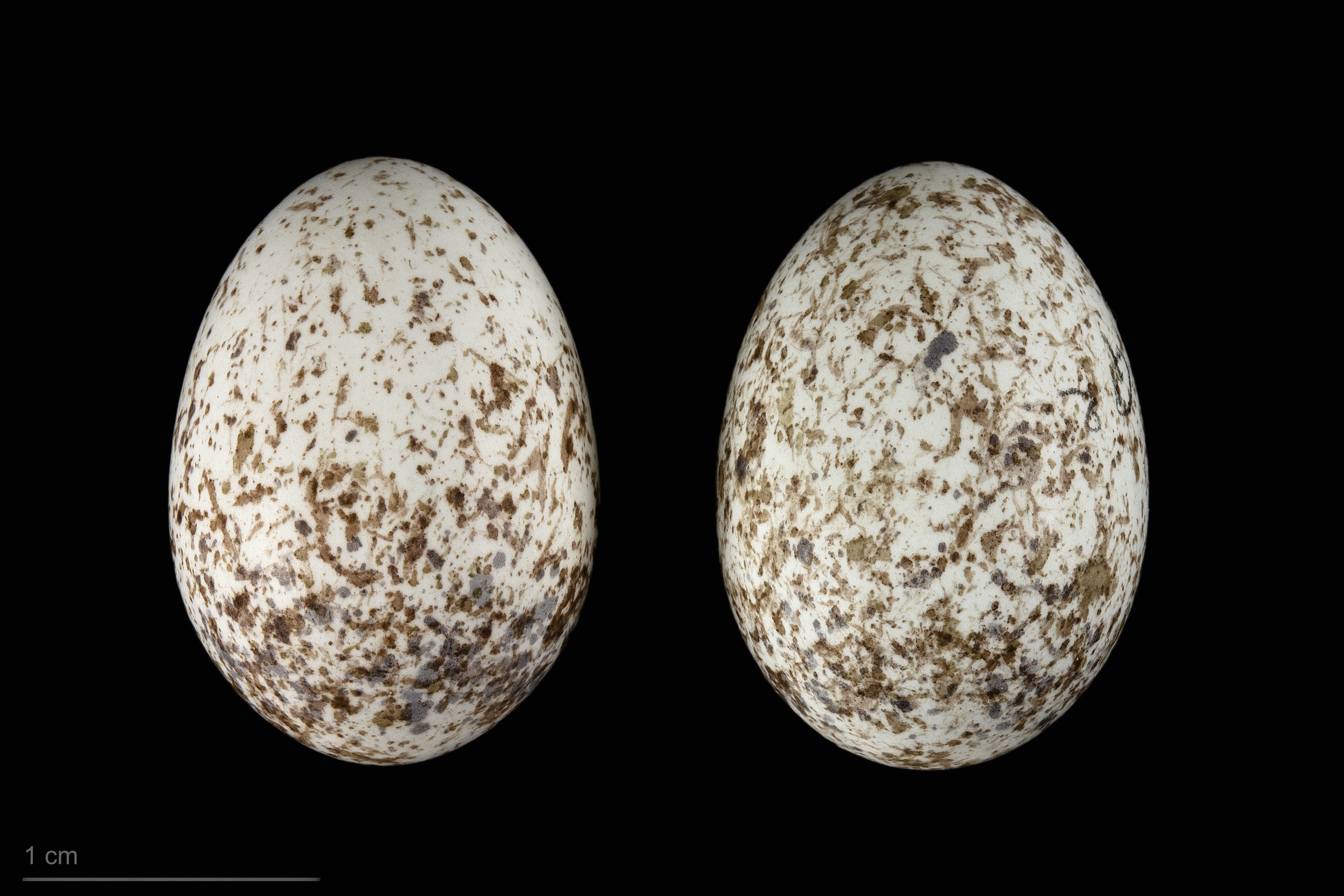
Emberiza striolata - MHNT

El escribano estriado (Emberiza striolata) es una especie de ave paseriforme de la familia Emberizidae propia de África y Asia.

## Distribución y hábitat
Es un pájaro sedentario que vive en regiones áridas. Se extiende por el norte de África y el sudoeste asiático hasta la región noroccidental de la India. Puede aparecer como divagante en las islas Canarias.
Se reproduce en uadis (lejos de asentamientos urbanos, y en esto se diferencia del escribano sahariano), normalmente cerca de arroyos, la puesta consiste de dos a cuatro huevos en un nido o agujero en el suelo. Su dieta consiste de semillas, pero los pichones son alimentados con insectos pequeños.

## Descripción
Mide 14 cm de largo, su tamaño es similar al del escribano sahariano pero es más pequeño que el del escribano montesino. El cuerpo del macho adulto es color castaño, su cabeza gris con bandas oscuras y lista superciliar blanca y una banda a modo de mostacho. La cabeza de la hembra es gris aunque con una ligera tonalidad marrón, y las bandas son más difusas.

## Comportamiento

### Reproducción
La zona de reproducción en la India incluye algunos sectores sureños en vecindad de Saswad y Pune. El período de incubación de una puesta de 3 huevos es de 14 días.